# 필리프 도를레앙 공작

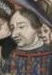

필리프 드 발루아(Philip de Valois, 1336년 7월 1일 오스트리아 빈 ~ 1376년 9월 1일 프랑스 오를레앙)는 프랑스 발루아 왕가의 귀족으로 제1대 오를레앙 공작이 되었다.

## 생애
프랑스의 필리프 6세와 부르고뉴의 잔의 다섯 번째 아들이었다. 발루아의 백작, 튀링겐의 공작, 오를레앙의 제1대 공작이었다. 1344년 그는 그의 아버지 필리프 6세에 의해 오를레앙 공작에 임명되었다. 1345년 1월 18일 그는 프랑스의 블랑슈(Blanche of France, 1328-1392)와 결혼하였다. 블란체는 프랑스 왕 프랑스의 샤를 4세와 잔 데브뢰의 딸이었다. 그러나 그들 사이에서는 끝내 자식이 없었다.
| 전임 필리프 6세 | 발루아의 백작 1336년 - 1376년 | 후임 샤를 5세 |

| 전임 창시 | 오를레앙의 공작 1344년 - 1376년 | 후임 샤를 5세 |